# Jan II Dobry (książę Liechtensteinu)
Jan II Dobry, właśc. Johann II Maria Franz Placidus von und zu Liechtenstein (ur. 5 października 1840 w Lednicach, zm. 11 lutego 1929 w Valticach) – książę Liechtensteinu w latach 1858-1929, tytularny książę karniowski i opawski, hrabia Rietbergu.

## Życiorys
Jan Liechtenstein przyszedł na świat 5 października 1840 roku na zamku Eisgrub w Lednicach, na Morawach, jako pierwszy syn księcia Alojzego II i jego żony Franciszki z rodu Kinsky. Studiował w Karlsruhe, na Uniwersytecie w Bonn, w Brukseli i Paryżu. W czasie studiów poznał austriackiego reformatora Karla von Vogelsanga, który był jego towarzyszem i miał znaczny wpływ na poglądy przyszłego księcia. Jego ojciec Alojzy zmarł 12 listopada 1858 roku i wówczas władzę przejął młody książę Jan Maria jako Jan II. W czasie edukacji i podróży Jana II w ważnych sprawach zastępowała go jego matka Franciszka. Książę w latach młodości wiele podróżował, odwiedzając m.in. Włochy, Anglię, Francję, Hiszpanię, Danię, Grecję czy Konstantynopol.
Poprzednik Jana II – Alojzy II, był przeciwnikiem reform w niewielkim alpejskim państwie. Zmiany w Księstwie przyniosła dopiero Wiosna Ludów, a konkretnie rewolucja marcowa w 1848 roku, która, mimo tego że nie przyniosła rozlewu krwi w Księstwie, to miała wpływ na decyzję władcy m.in. dzięki działalności Petera Kaisera. W latach 1849–1852 przeprowadzono pewne reformy, które przyznawały większe uprawnienia Landtagowi, jednak po niespełna trzech latach prowizoryczna konstytucja została uchylona i powrócił poprzedni absolutystyczny system. Syn Alojzego prezentował zdecydowanie mniej konserwatywne poglądy i skłonny był do zreformowania kraju. Jego działania pozwoliły na uchwalenie całkowicie nowej ustawy zasadniczej w 1862 roku. Ponadto jeszcze w XIX wieku wprowadził liczne zmiany m.in. w szkolnictwie, prawie karnym, systemie walutowym i podatkowym, administracji miejskiej czy prawie handlowym. 
Podczas jego panowania miały również miejsce najważniejsze wydarzenia polityczne w historii Księstwa. Na początku XX wieku pojawiały się pierwsze głosy krytyki i niepokoje polityczne w Księstwie. Opozycjoniści zgromadzili się wokół otwarcie krytykującego krajowe prawo Wilhelma Becka. Jego ugrupowanie zdobyło 4 z 15 mandatów Landtagu po wyborach 1914 roku. Głównymi postulatami Becka była demokratyzacja ustroju i oddanie wewnętrznej polityki w ręce mieszkańców Księstwa, albowiem wszyscy członkowie parlamentu poza opozycją, łącznie z premierem Leopoldem von Imhofem byli Austriakami. Przed wyborami w 1918 roku ostatecznie uformowały się dwie partie polityczne, które stanęły do pierwszych bezpośrednich wyborów. W listopadzie 1918 roku pod koniec I wojny światowej Wilhelm Beck wykorzystał nastroje w kraju i wraz z Fritzem Walserem i Martinem Ritterem zmusił premiera von Imhofa do dymisji. Działanie to było zamachem stanu, po którym władzę nielegalnie przejął Tymczasowy Komitet Wykonawczy. Książę Jan II Dobry jednak, a jedynie wysłał telegram do przewodniczącego Landtagu Alberta Schädlera, który udał się do Wiednia, gdzie została podjęta decyzja o mianowaniu na funkcję premiera siostrzeńca Jana II, księcia Karola Alojzego. Ponadto powstał komitet konstytucyjny, który wraz z delegatami księcia miał stworzyć nową ustawę zasadniczą. Wydarzenia te przyczyniły się do rozwoju tożsamości narodowej Liechtensteińczyków oraz znacznej demokratyzacji ustroju poprzez wprowadzenie Konstytucji w 1921 roku. 
Książę Jan II nie mieszkał na stale w Liechtensteinie i na co dzień nie zajmował się sprawami Księstwa. Mimo tego odwiedzał je rekordową liczbę razy w 1859, 1866, 1896, 1901, 1919, 1920 i 1925. W oczach ludzi był pierwszym władcą, który w jakiś sposób zaangażowany był w kwestie wewnętrzne Liechtensteinu, co wraz z liberalnym podejściem do reform przyczyniło się do nadania mu przydomka Dobry (niem. der Gute). Jego imieniem nazwano kilka ulic w Liechtensteinie, a w Schaan znajduje się jego pomnik.
Poza władaniem Liechtensteinem książę Jan II Dobry był również właścicielem pokaźnych dóbr na terenie Czech, Moraw, Śląska i Austrii, które pod koniec jego panowania w wyniku reform rolnych na Czechosłowacji, zmniejszyły się o połowę, i jednym z najbogatszych Europejczyków XX wieku. Był jednym z najważniejszych kolekcjonerów i mecenasów sztuki w swoich czasach. Za swojego panowania znacznie rozszerzył zbiory książęce o obrazy artystów niemieckich, holenderskich i włoskich z okresu renesansu, ale także o liczne rzeźby. Wspierał młodych artystów i inwestował w rozwój sztuki również na terenie Liechtensteinu, przekazując liczne dzieła sztuki m.in. Muzeum Państwowemu w Vaduz. Za jego panowania niektóre posiadłości Liechtensteinów przeszły gruntowne modernizacje, m.in. zamek Liechtenstein, zamek Sternberg, zamek Fischhorn, zamek Wartenstein oraz zamek Vaduz. Inwestował w rozwój religii i budowę kościołów na terenie Liechtensteinu. Dzięki jego dotacjom powstała m.in. Katedra św. Floryna w Vaduz. Finansował badania medyczne i historyczne na Uniwersytecie Wiedeńskim i Austriackiej Akademii Nauk. Wspierał również organizacje charytatywne, budowę szkół, sierocińców i szpitali, a także rozwój turystyki górskiej w Sudetach i Alpach, wspierając Morawsko-Śląskie Sudeckie Towarzystwo Górskie i budowę m.in. schroniska na Śnieżniku, czy finansując szlaki turystyczne w Liechtensteinie, w tym jeden z ważniejszych szlaków – Dreischwesternweg. 
Książę zmarł na zamku Feldsberg w Valticach 11 lutego 1929 roku w wieku 89 lat. Jego panowanie trwało 70 lat i 91 dni. 
Jan II Dobry nie ożenił się, nie założył rodziny i umarł bezdzietnie. Władzę i tytuły przejął po nim jego młodszy brat – Franciszek I Liechtenstein. 

## Genealogia
| Pradziadkowie                                   | książę Franciszek Józef I (1726–1781) ∞1750 Leopoldyna von Sternberg (1733–1809)         | książę Franciszek Józef I (1726–1781) ∞1750 Leopoldyna von Sternberg (1733–1809)         | hrabia Joachim Egon zu Fürstenberg-Weitra (1749–1828) ∞ Zofia Teresa zu Oettingen-Wallerstein (1751–1835) | hrabia Joachim Egon zu Fürstenberg-Weitra (1749–1828) ∞ Zofia Teresa zu Oettingen-Wallerstein (1751–1835) | książę Józef Ernest Kinsky von Wchinitz und Tettau (1751–1798) ∞1777 Maria Rozalia von Harrach (1758–1814)      | książę Józef Ernest Kinsky von Wchinitz und Tettau (1751–1798) ∞1777 Maria Rozalia von Harrach (1758–1814)      | hrabia Rudolf von Wrbna und Freudnthal (1761–1823) ∞1785 Maria Teresa von Kaunitz-Rietberg-Questenberg (1763–1803) | hrabia Rudolf von Wrbna und Freudnthal (1761–1823) ∞1785 Maria Teresa von Kaunitz-Rietberg-Questenberg (1763–1803) |
| Dziadkowie                                      | książę Jan I (1760-1836) ∞ 1792 Józefa Fürstenberg-Weitra (1776-1848)                    | książę Jan I (1760-1836) ∞ 1792 Józefa Fürstenberg-Weitra (1776-1848)                    | książę Jan I (1760-1836) ∞ 1792 Józefa Fürstenberg-Weitra (1776-1848)                                     | książę Jan I (1760-1836) ∞ 1792 Józefa Fürstenberg-Weitra (1776-1848)                                     | hrabia Franz de Paula Kinsky von Wchinitz und Tettau (1784–1823) ∞ Teresa von Wrbna und Freudenthal (1888–1923) | hrabia Franz de Paula Kinsky von Wchinitz und Tettau (1784–1823) ∞ Teresa von Wrbna und Freudenthal (1888–1923) | hrabia Franz de Paula Kinsky von Wchinitz und Tettau (1784–1823) ∞ Teresa von Wrbna und Freudenthal (1888–1923)    | hrabia Franz de Paula Kinsky von Wchinitz und Tettau (1784–1823) ∞ Teresa von Wrbna und Freudenthal (1888–1923)    |
| Rodzice                                         | książę Alojzy II (1796-1858) ∞1831 Franciszka Kinsky von Wchinitz und Tettau (1813-1881) | książę Alojzy II (1796-1858) ∞1831 Franciszka Kinsky von Wchinitz und Tettau (1813-1881) | książę Alojzy II (1796-1858) ∞1831 Franciszka Kinsky von Wchinitz und Tettau (1813-1881)                  | książę Alojzy II (1796-1858) ∞1831 Franciszka Kinsky von Wchinitz und Tettau (1813-1881)                  | książę Alojzy II (1796-1858) ∞1831 Franciszka Kinsky von Wchinitz und Tettau (1813-1881)                        | książę Alojzy II (1796-1858) ∞1831 Franciszka Kinsky von Wchinitz und Tettau (1813-1881)                        | książę Alojzy II (1796-1858) ∞1831 Franciszka Kinsky von Wchinitz und Tettau (1813-1881)                           | książę Alojzy II (1796-1858) ∞1831 Franciszka Kinsky von Wchinitz und Tettau (1813-1881)                           |
| Jan II Dobry (1840–1929), książę Liechtensteinu |                                                                                          |                                                                                          | | | | | | |